# 钙信号

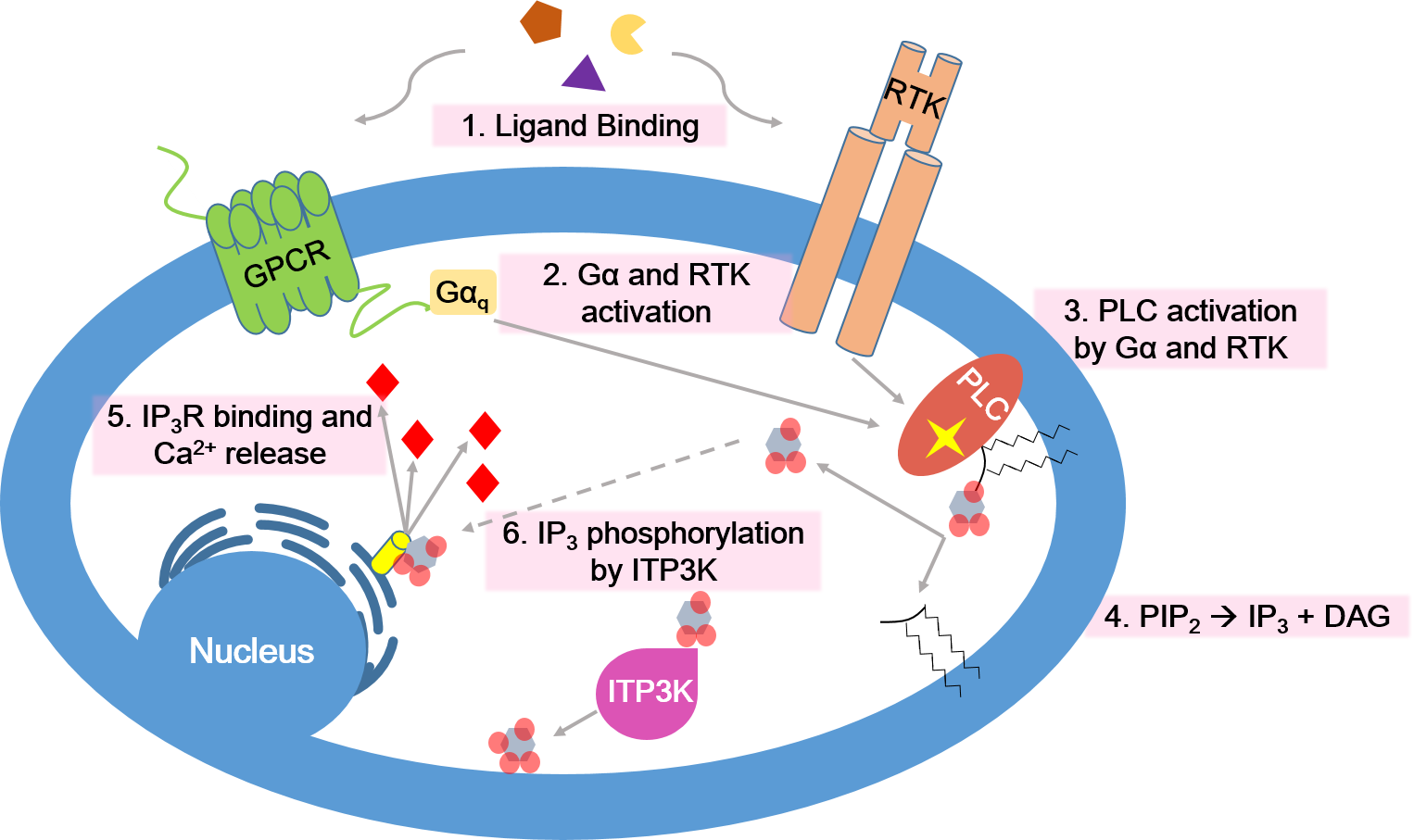
Shows Ca^{2+} release from the endoplasmic reticulum through phospholipase C (PLC) pathway.

鈣訊號（英語：Calcium signaling），是驅使細胞內外互相交流的一個傳遞過程，為細胞訊息傳遞的一種，常作為第二信使。Ca2+一旦進入了細胞質，會使特定蛋白的結構變動(例如鈣調蛋白)，因此產生訊號。Ca2+的濃度以及距離都影響了訊息傳遞的作用與影響力。

## 濃度變動
當細胞的膜電位處於休息膜電位時，這時的Ca2+濃度約為100 nM；比細胞之間傳遞時的Ca2+濃度低了2萬-10萬倍。為維持休息膜電位時的低濃度，會以類似幫浦的形式，將Ca2+送至粒線體、內質網或是細胞之間。訊號發出會由特定的膜蛋白以及胞器做為緩衝器（鍵結Ca2+），並通過細胞膜。

### 傳遞途徑

#### 磷脂酶C

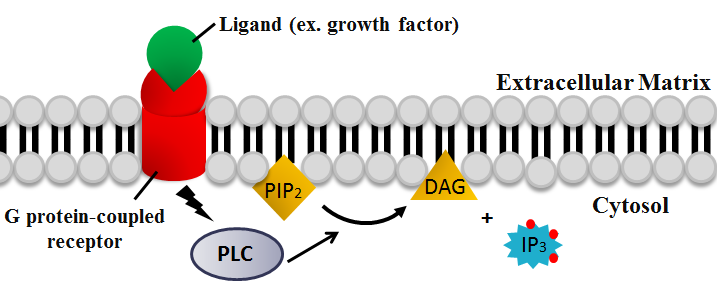
Phospholipase C cleaving PIP2 into IP3 and DAG

簡稱為PLC（詳見磷脂酶C）。為常見的訊號傳遞途徑，此蛋白酶可以促使內質網或細胞膜打開通道，讓細胞質內Ca2+濃度快速上升至500-1000 nM，磷脂酶C在信號轉導中扮演重要的角色。
- 以下為發出鈣訊號的步驟：

1. G蛋白偶聯受體與受體酪胺酸激酶（英语：RTKs）為常見的跨膜蛋白（整合通道蛋白），活化PLC。
2. PLC使PIP2（英语：PIP2）催化並水解出肌醇三磷酸，再者，肌醇三磷酸再水解出二酸甘油酯。肌醇三磷酸跟二酸甘油酯都為常見的第二信使。
3. 二酸甘油酯的濃度增高並活化了蛋白激酶C，往細胞膜的方向聚集。[1]
4. 肌醇三磷酸可以擴散至整個細胞，崁入平滑內質網受體（肌醇三磷酸受體（英语：IP3 receptor））。
5. 肌醇三磷酸受體（英语：IP3 receptor）打開通道放出Ca2+。
6. Ca2+與蛋白激酶C結合並活化。

#### 濃度消耗與增加
當細胞中Ca2+的濃度降低，SOC channels會被活化，並開放進入內質網的通道。Ca2+進入內質網的這種方式，稱為鈣釋放激活通道(ICRAC)；ICRAC的確切機制仍不確定，儘管有研究指出STIM1蛋白、Orai1蛋白，可能為ICRAC進入內質網通道的模型中的介體；最近也有研究指出可能是磷脂酶A2、菸酸腺嘌呤二核苷酸磷酸。

## 作為第二信使
為響應第一信使（細胞外的分子），細胞發出第二信使分子作為信號。第二信使負責細胞內信號轉導以產生生理變化，如增殖、細胞分化、遷移、存活和細胞凋亡，詳見第二信使系統。

### 肌肉收縮
在肌肉生理學中的基本要則：肌肉產生收縮詳見（興奮-收縮耦聯），然而視為一連串機械反應的生理過程。從肌肉附近的神經細胞激發帶電粒子，使之穿透細胞膜產生動作電位。電位變化的期間，帶正電的粒子（Ca2+）穿透細胞膜，從外部流入內部，使得原先帶有少許正電的細胞（失衡狀態）逐漸達到電中性，這個過程我們稱為去極化。因去極化導致肌質網放出Ca2+至肌漿中並活化了肌動蛋白，使得肌肉收縮。